# راب وینسنت
راب وینسنت (انگلیسی: Rob Vincent؛ زادهٔ ۲۶ اکتبر ۱۹۹۰) بازیکن فوتبال اهل بریتانیا است.
از باشگاه‌هایی که در آن بازی کرده‌است می‌توان به باشگاه فوتبال دی‌سی یونایتد اشاره کرد.